# Gösta Nissjers
Anders Gösta Nissjers, född 4 maj 1916 i Dala-Järna i Kopparbergs län, död 29 april 1963 i Maria Magdalena församling i Stockholm, var en svensk målare, tecknare och skulptör.
Han var son till skogvaktaren Ernst Isidor Persson och Elisabet Nordgren. Nissjers studerade konst för professor Wacek von Reybekiel 1947–1949 och genom självstudier under resor till Frankrike, Italien och Marocko 1948–1951. Han debuterade med en separatutställning på Konstsalong Rålambshof i Stockholm 1948 och hade därefter separatutställningar i bland annat Sundsvall, Härnösand, Västerås, Sollefteå och Östersund. Hans konst består av modellstudier, porträtt och landskapsskildringar med fjällmotiv utförda i olja, gouache eller i form av teckningar. 